# La Torreta (Moià)
La Torreta és una masia situada en el terme municipal de Moià, a la comarca catalana del Moianès. Està situada molt a prop i a llevant de Moià, al nord de la carretera N-141c quan aquesta surt del nucli urbà de Moià. És a l'esquerra de la riera de Passerell, al nord i a prop del Molí d'en Pujol.